# Klara (księżna Luksemburga)
Księżna Klara z Luksemburga (Claire Margarita Lademacher, ur. 21 marca 1985 w Filderstadt) – niemiecka bioetyk; od 2013 członkini luksemburskiej rodziny wielkoksiążęcej jako żona księcia Feliksa, czwartego w linii sukcesji.

## Rodzina i edukacja
Klara Małgorzata Lademacher urodziła się 21 marca 1985 roku w Filderstadt, wówczas w Republice Federalnej Niemiec. Jej rodzicami są Hartmut Lademacher, niemiecki biznesmen, założyciel LHS Telekommunikation i jego żona, Gabriela, z domu Schneider. Ma starszego brata, Felixa Lademacher. Dzieciństwo spędziła w Usingen. W 1996 rodzina Lademacherów przeprowadziła się do Atlanty, gdzie Klara podjęła naukę w Atlanta International School. W 1999, po powrocie do Niemiec, kształciła się we Frankfurt International School, a następnie była uczennicą Collège Alpin International Beau Soleil w Szwajcarii. W 2007 ukończyła Amerykański Uniwersytet w Paryżu na kierunku komunikacja międzynarodowa. W 2012 podjęła studia doktoranckie w zakresie bioetyki w Pontifical Athenaeum Regina Apostolorum w Rzymie. Rozpoczęła współpracę z UNESCO w zakresie ochrony praw człowieka. Pracowała zawodowo w Condé Nast Publications w Nowym Jorku i Monachium oraz jako menedżer projektu w IMG World w Berlinie. Jej ojczystym językiem jest niemiecki; posługuje się również francuskim, angielskim i włoskim.

## Życie prywatne
13 grudnia 2012 rzecznik luksemburskiej rodziny wielkoksiążęcej ogłosił zaręczyny Klary Lademacher z księciem Feliksem z Luksemburga, drugim synem wielkiego księcia Henryka i wielkiej księżnej Marii Teresy. 27 grudnia na Zamku Berg miało miejsce spotkanie i sesja zdjęciowa z udziałem narzeczonych i ich rodzin. 17 września 2013 para zawarła cywilny związek małżeński w Königstein im Taunus, ojczyźnie panny młodej. Ceremonii przewodniczył burmistrz miasta, Leonhard Helm. Lademacher otrzymała tytuł Jej Królewskiej Wysokości Księżnej z Luksemburga. 21 września 2013 w bazylice świętej Marii Magdaleny w Saint-Maximin-la-Sainte-Baume we Francji miał miejsce religijny ślub pary. 14 stycznia 2014 ogłoszono, że para książęca spodziewa się narodzin swojego pierwszego dziecka. 15 czerwca 2014 w Grand-Duchesse Charlotte Maternity Hospital w Luksemburgu urodziła się ich córka, która otrzymała imiona Amalia Gabriela Maria Teresa. Dziewczynka otrzymała tytuł Jej Królewskiej Wysokości Księżniczki Nassau i została wpisana na trzecie miejsce linii sukcesji luksemburskiego tronu, za stryjem, księciem Wilhelmem i ojcem. Do maja 2020 pozostawała w bezpośredniej kolejce do odziedziczenia tronu Luksemburga, ponieważ jej stryj nie miał własnych dzieci. Sytuację zmieniły narodziny jej stryjecznego brata, księcia Karola.
4 lipca 2016 podano do wiadomości, że księżna Klara jest w drugiej ciąży. 28 listopada 2016 w Genewie urodził się syn pary. Jego imiona, Liam Henri Hartmut, ogłoszono 6 grudnia. Chłopiec otrzymał tytuł Jej Królewskiej Wysokości Księcia Nassau i został wpisany na czwarte miejsce w linii sukcesji luksemburskiego tronu (za stryjem, ojcem i siostrą). 13 lipca 2023 rzecznik rodziny wielkoksiążęcej poinformował o kolejnej ciąży księżnej Klary. 7 stycznia 2024 w Grand Duchesse Charlotte Maternity Hospital w Luksemburgu urodził się drugi syn pary, książę Baltazar Feliks Karol z Nassau, który zajął siódme miejsce w linii sukcesji luksemburskiego tronu. Od 2018 księżna Klara z rodziną mieszka we Frankfurcie nad Menem.

## Członkini rodziny książęcej
W listopadzie 2013 w swoim pierwszym oficjalnym wystąpieniu w rodzinie książęcej, księżna Klara wraz z mężem reprezentowali wielkiego księcia Henryka w obchodach setnej rocznicy powstania Sophia University w Tokio. Odwiedzili muzeum Nezu i spotkali się z jego dyrektorem.
W 2016 została patronką Luxembourg Transplant i zaangażowana jest w działalność w zakresie przeszczepiania organów.